# Semiothisa costijuncta
Semiothisa costijuncta là một loài bướm đêm trong họ Geometridae.